# Xian de Tongliang
Le xian de Tongliang (铜梁县 ; pinyin : Tóngliáng Xiàn) est une subdivision de la municipalité de Chongqing en Chine.

## Géographie
Sa superficie est de 1 334 km², et son altitude est comprise entre 185 et 886 m.

## Démographie
La population du district était de 804 589 habitants en 1999.

### Source
- Géographie : (zh) Page descriptive (Phoer.net)